# Júlio César (Fußballspieler, Februar 1980)
Júlio César, mit vollem Namen Júlio César da Silva e Souza (* 26. Februar 1980 in Itaguaí), ist ein brasilianischer ehemaliger Fußballspieler.

## Karriere
Nach dem Gewinn des Campeonato Carioca mit Fluminense FC wechselte er 2002 zum russischen Erstligisten Lokomotive Moskau. Mit dem Verein wurde er 2002 russischer Meister und 2003 russischer Supercup-Sieger. Anschließend wechselte er zu CF Estrela Amadora nach Portugal, musste mit seinem neuen Team am Ende der Saison 2003/04 aber absteigen. Er wechselte im Sommer 2004 zum Gil Vicente FC, verließ den Klub Anfang 2015 bereits wieder zu AEK Athen in die griechische Super League. Dort erreichte er mit seiner Mannschaft in den Spielzeiten 2005/06 sowie 2006/07 die Vizemeisterschaft hinter Olympiakos Piräus.
Im Sommer 2008 holte Rapid Bukarest Júlio César in die rumänische Liga 1. Bereits nach einem halben Jahr löste er seinen Vertrag wieder auf. Nach sechs Monaten ohne Verein verpflichtete ihn im Sommer 2009 der türkische Erstligist Gaziantepspor. Nach Ende seines Vertrages im Sommer 2011 kehrte er nach Brasilien zurück. Im Sommer 2018 beendete er seine Spielerkarriere.

## Erfolge
Fluminense FC
- Staatsmeisterschaft von Rio de Janeiro: 2002

Lokomotive Moskau
- Premjer-Liga: 2002
- Russischer Fußball-Supercup: 2003

Coritiba FC
- Staatsmeisterschaft von Paraná: 2013